# 自画衫
自画衫
自画衫就是在T-shirt或者其他衣服（大多没有图案）上画上自己喜欢的图案或者写上文字。其中用来画图案的颜料多为染织颜料中的丙烯颜料，用来写字的最好是油性的马克笔。